# ジョン・W・クリスティー

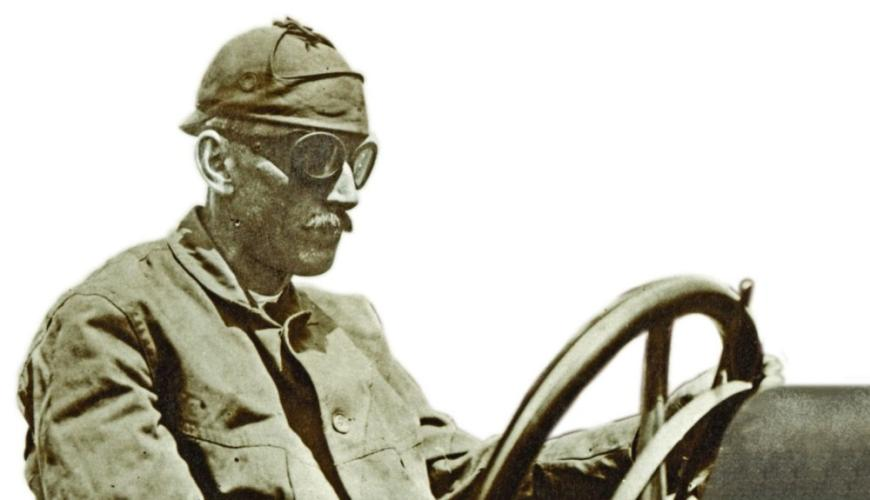
乗用車を運転するジョン・W・クリスティーの写真（抜粋）
1910～1915年の撮影

ジョン・ウォルター・クリスティー（John Walter Christie、1865年5月6日 - 1944年1月11日）は、アメリカ合衆国のエンジニア、発明家である。
1865年5月6日、ニュージャージー州のリバーエッジに生まれ、鉄工所勤務を経て蒸気船エンジニアを経験、初期の潜水艦の研究にも携わった。彼が率いるフロント・ドライブ・モーター社は第一次大戦中から自主的に自走高射砲や戦車の開発を始めており、後に（装輪装軌併用式の）高速戦車の研究開発で知られることとなる。

## クリスティー式戦車

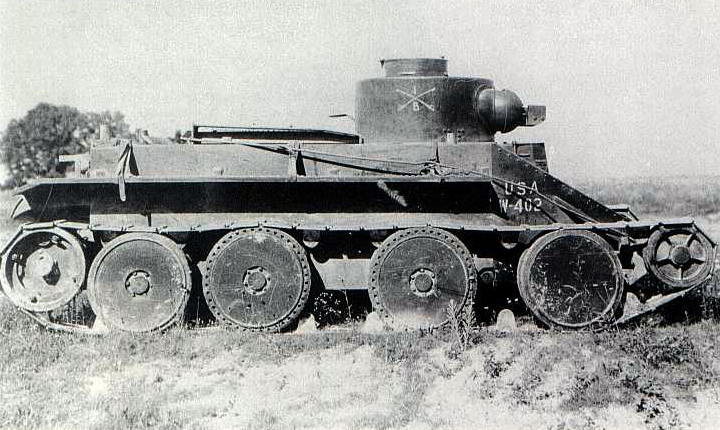
クリスティー式戦闘車 T1(M1931(Christie Combat Car T1 (Christie M1931)

M1910から始まるクリスティー式戦車は、何より速度を重視する彼の特異な戦車用兵思想に基づいて設計された。この戦車は道路上では、キャタピラを外し、転輪を車輪にして、高速走行することができた。この特殊な構造の足廻りと、航空機用水冷発動機をもとにしたリバティーエンジンの大馬力で、M1928で非武装の状態で装輪111.4km/h、装軌68.5km/hという、戦車としては圧倒的な高速を発揮した。
それまで無関心であった米陸軍もこれには興味を示し、少数を採用したが、より大きな興味を示したのはソ連とイギリスであった。ポーランドも興味を示し購入を検討したが、入手に至っていない（後述）。1931年に、M1928の砲塔の無いデモ車であるM1940（M1931の砲塔の無い試作型であるM1930と呼ぶ資料もあるなど、名称に諸説あり）を二輌購入したソ連軍は試験を重ねて改良、リバティーの国産版であるM-5エンジンを搭載したBT戦車シリーズを生み出す。
クリスティーは後に、ソ連に強力な戦車を作らせるきっかけとなった技術を売却してしまったことを後悔していると語っている。
英軍も輸入を試みたが「軍事機密」として米政府の今更な横槍が入り、農業用トラクターとして輸出申請したり、部品レベルにまで解体して偽装、ようやく入手できた。その後の研究開発により、A-13（Mk.III巡航戦車）からクリスティー式サスペンションを採用している。
この他、ポーランドは1930年にクリスティーから試作車とライセンス製造権購入の計画を進めたが交渉がまとまらず、公表されている範囲のクリスティー戦車とBT戦車の情報を元に国産開発に挑み、1938年にはオリジナルにはない独自の仕様を盛り込んだ“10TP”戦車として完成させ、更にこれを発展させた“14TP”戦車の開発計画を進めたが、1939年の第2次世界大戦開戦とポーランドの敗北によって計画は中止されている。また、日本でも九八式軽戦車（ケニ車）のサスペンションをクリスティー式に改めた“ケニ車B”を試作したが、当時の日本の冶金技術の低さもあり従来型のシーソー式の方が優れているとされ量産に至っていない。フランスが開発し試作に終わったAMX40（fr:AMX_40_(1940)(仏語版）でも、クリスティー式サスペンションを採用していた。
戦後に開発された量産型戦車でクリスティー式の足回りを持つ車両は、英軍のアヴェンジャーやチャリオティア等、大戦中に開発された戦車のシャーシを流用したもの以外には採用されていない。

## クリスティー式サスペンション
M1928から採用された新式の懸架装置である「クリスティー式サスペンション」は、大型の接地転輪の一つ一つを、二重構造の車体側面に収納したコイルスプリングで独立懸架させたものである。
ストロークが大きくとれるため、従来のボギー型のリーフスプリング式に比べ路外機動性に優れ、また最後部の接地転輪と起動輪がチェーンで接続されて駆動することで、履帯を外している際は路上での高速走行が可能な装輪装甲車となった。装軌走行中は操縦手の左右のブレーキレバーにより、また装輪走行中はステアリングハンドルを取り付け、先頭の接地転輪を左右に振ることで方向転換を行った。従って装軌走行中に片方の履帯が切断された場合は、左右で操行の手段が異なる状態となるため、まともに走行することができなくなる。
走行方式の切り替えは一見便利であったが、履帯を外してフェンダー上に載せ結束したり、それを下ろして再装着するのは手間がかかりすぎてむしろ不便であり、また起動輪と転輪の接続機構を必要とすることは兵器としての複雑化を招き不利であるとして、量産・実戦投入された戦車としてはソ連のBT-2、BT-5、BT-7で採用されたに止まり、続くT-34シリーズや英軍の巡航戦車では、起動輪と転輪の接続機構が廃止されているため、クリスティー式であっても装輪走行はできなくなっている。また、既に大戦前にソ連軍の他の戦車で採用されていたトーションバー式サスペンションの方が路外での機動性や乗り心地により優れていたとされる。
なお、上部支持転輪が無く大型接地転輪を持つ戦車を全てクリスティー式と誤解する人も多い。例えば上部支持転輪の無いT-43、T-44、T-54/55、T-62はクリスティー式ではなくトーションバー式であり、逆に上部支持転輪のある英軍のコメット巡航戦車はクリスティー式である。両者は車体側面のコイルスプリングを使っているか、床下のトーションバースプリングを使っているかで区別される。また近似の無限軌道を使用する足回りとしてホンダ・アクティHA5に設定されたハーフトラック仕様の｢アクティ・クローラ｣がある。後2軸4本を通常のタイヤに交換して高速走行も可能かつ標準車が車軸懸架であるところ独立懸架(スイングアクスル式サスペンション)に変更されるなどクリスティー式との共通・近似点が見られるが、こちらはリーフスプリングを使用したシステムとなっている。